# Асгат
Асгат  (монг. Асгат) — з 1983 року сомон Завханського аймаку, Монголія. Територія 0,7 тис. км², населення 1,5 тис. Центр сомону Асгат розташований на відстані 1027 км від Улан-Батору, 215 км від міста Уліастай.

## Рельєф
Гори Хуренчулуут (2000 м), Хар Хад (1700 м.). Багатий природними ресурсами, багатий тваринний світ.

## Клімат
Різкоконтинентальний клімат.

## Соціальна сфера
Є школа, лікарня, культурний та торговельно-обслуговуючий центр, кормовий цех. Розвинуте землеробство
.